# Dendrobium militare
Dendrobium militare är en orkidéart som beskrevs av Phillip James Cribb. Dendrobium militare ingår i släktet Dendrobium, och familjen orkidéer. Inga underarter finns listade i Catalogue of Life.